# Municipio de Watson (Míchigan)
El municipio de Watson (en inglés: Watson Township) es un municipio ubicado en el condado de Allegan en el estado estadounidense de Míchigan. En el año 2010 tenía una población de 2.063 habitantes y una densidad poblacional de 22,06 personas por km².

## Geografía
El municipio de Watson se encuentra ubicado en las coordenadas 42°33′20.12″N 85°43′33.08″O / 42.5555889, -85.7258556. Según la Oficina del Censo de los Estados Unidos, el municipio tiene una superficie total de 93,5 km² (36,1 mi²), de la cual 91,8 km² (35,4 mi²) corresponden a tierra firme y 1,8 km² (0,7 mi²) (1.88%) es agua.